# Österreichischer Filmpreis 2025
Die Verleihung der Österreichischen Filmpreise 2025 durch die Akademie des Österreichischen Films fand am 12. Juni 2025 in den HQ7 Studios unter dem Motto Die Leinwand lebt statt und wurde erneut von Thomas W. Kiennast inszeniert. Die Gala wurde von Stefanie Reinsperger und Philipp Hansa moderiert. Das Fest nach der Verleihung wurde aufgrund des Amoklaufs in Graz 2025 abgesagt.
Anfang Februar 2025 wurden die angemeldeten Filme veröffentlicht, die Nominierungen wurden am 10. April 2025 bekanntgegeben. Die meisten Nominierungen, in insgesamt neun Kategorien, erhielt Mit einem Tiger schlafen von Anja Salomonowitz, gefolgt von Mond von Kurdwin Ayub mit acht Nominierungen. Insgesamt wurden 24 Spielfilme, 26 Dokumentarfilme und 19 Kurzfilme eingereicht.
| Film                         | Nominierungen | Auszeichnungen |
| ---------------------------- | ------------- | -------------- |
| Mit einem Tiger schlafen     | 9             | 5              |
| Mond                         | 8             | 0              |
| Andrea lässt sich scheiden   | 7             | 1              |
| The Village Next to Paradise | 5             | 5              |
| Dear Beautiful Beloved       | 3             | 1              |
| Gina                         | 3             | 1              |
| Die Herrlichkeit des Lebens  | 3             | 0              |
| Pfau – Bin ich echt?         | 3             | 1              |
| Favoriten                    | 2             | 1              |
| Henry Fonda for President    | 2             | 0              |
| Veni Vidi Vici               | 2             | 1              |

## Eingereichte Filme

### Spielfilme
- 80 Plus
- Aeon Oz (Regie: Heinz Kasper)
- Andrea lässt sich scheiden
- Asche (Regie: Elena Wolff)
- Bluish (Regie: Lilith Kraxner, Milena Czernovsky)
- Crazy Roads (Regie: Renate Woltron)
- Der Vierer
- Desire – Hope (Regie: Jolanta Warpechowski)
- Die Herrlichkeit des Lebens
- Ein Mädchen namens Willow
- Elfi
- Gina
- Im Haus der alten Augustin (Regie: Gerald Pribek)
- Marianengraben
- Mit einem Tiger schlafen
- Mond
- Pfau – Bin ich echt?
- Sparschwein (Regie: Christoph Schwarz)
- The Trail (Regie: Stefan Müller)
- The Village Next to Paradise
- Veni Vidi Vici
- Wer wir einmal sein wollten
- What a Feeling
- Woodwalkers

### Dokumentarfilme
1. 24 Stunden (Regie: Harald Friedl)
2. Besuch aus China (Regie: Paul Rosdy)
3. Besuch im Bubenland (Regie: Katrin Schlösser)
4. Botschafter des Erinnerns (Regie: Magdalena Zelasko)
5. Caravan (Regie:  Lucy Ashton)
6. Corpus Homini (Regie: Anatol Bogendorfer)
7. De Facto (Regie: Selma Doborac)
8. Dear Beautiful Beloved (Regie: Juri Rechinsky)
9. Die guten Jahre (Regie: Reiner Riedler)
10. Dreaming Dogs (Regie: Elsa Kremser, Levin Peter)
11. Favoriten
12. Hacking at Leaves
13. Henry Fonda for President (Regie: Alexander Horwath)
14. How to Build a Truth Engine (Regie: Friedrich Moser)
15. Husky Toni – go ahead (Regie: Ulrich Grimm)
16. Juli (Regie: Barbara Kaufmann)
17. Mâine Mă Duc – Tomorrow I Leave (Regie: Maria Lisa Pichler, Lukas Schöffel)
18. Ned, Tassot, Yossot (Regie: Brigitte Weich)
19. Pandoras Vermächtnis (Regie: Angela Christlieb)
20. Rückenwind – Zeit für Zufriedenheit
21. Stillstand (Regie: Nikolaus Geyrhalter)
22. Tiergarten (Regie: Hans Andreas Guttner)
23. Trog (Regie: Ella Hochleitner)
24. Und täglich frisch verliebt (Regie: Houchang Allahyari)
25. Vista Mare (Regie:  Julia Gutweniger, Florian Kofler)
26. Zwischen uns Gott (Regie: Rebecca Hirneise)

### Kurzfilme
1. Abstechen (Regie:  Angelika Reitzer)
2. Avec la 4e Division Marocaine de Montagne (Regie: Stefania Smolkina)
3. Die Räuberinnen (Regie:  Isa Schieche)
4. Die Sänger (Regie: Fabian Rausch, Zorah Berghammer)
5. DIN 18035 (Regie: Simona Obholzer)
6. Echo (Regie: Thomas Marciano)
7. Getty Abortions (Regie: Franzis Kabisch)
8. Ich hab dich tanzen sehn (Regie: Sarah Pech)
9. Lacrimosa (Regie: Josef Dabernig)
10. Land der Berge (Regie: Olga Kosanović)
11. Oh Alien – The Dream (Regie: Clemens Niel)
12. Revolving Rounds (Regie: Christina Jauernik, Johann Lurf)
13. SKRFF (Regie: Corrie Francis Parks, Daniel Nuderscher)
14. Strangers Like Us (Regie: Felix Krisai, Pipi Fröstl)
15. Stück für Stück (Regie: Reza Rasouli)
16. Surface Séance (Regie: Michael Heindl)
17. Tako Tsubo (Regie: Fanny Sorgo, Eva Pedroza)
18. Those Next to Us (Regie: Bernhard Hetzenauer)
19. Yarê  (Regie: Sallar Othman)

## Preisträger und Nominierte

### Bester Spielfilm
- The Village Next to Paradise – Regie: Mo Harawe, Produktion: Sabine Moser, Oliver Neumann
  - Andrea lässt sich scheiden – Regie: Josef Hader, Produktion: Veit Heiduschka, Michael Katz
  - Mit einem Tiger schlafen – Regie: Anja Salomonowitz, Produktion: Antonin Svoboda
  - Mond – Regie: Kurdwin Ayub, Produktion: Ulrich Seidl

### Bester Dokumentarfilm
- Favoriten – Regie und Produktion: Ruth Beckermann
  - Dear Beautiful Beloved – Regie: Juri Rechinsky, Produktion: Thomas Herberth, Florian Brüning
  - Dreaming Dogs – Regie und Produktion: Elsa Kremser, Levin Peter
  - Henry Fonda for President – Regie: Alexander Horwath, Produktion Ralph Wieser, Irene Höfer, Andreas Schroth

### Bester Kurzfilm
- Land der Berge – Regie: Olga Kosanović, Produktion: Deniz Cooper, Rupert Kasper, Olga Kosanović
  - Lacrimosa – Regie und Produktion: Josef Dabernig
  - SKRFF – Regie und Produktion: Corrie Francis Parks, Daniel Nuderscher
  - Strangers Like Us – Regie: Felix Krisai, Pipi Fröstl, Produktion: Felix Krisai

### Beste weibliche Darstellerin

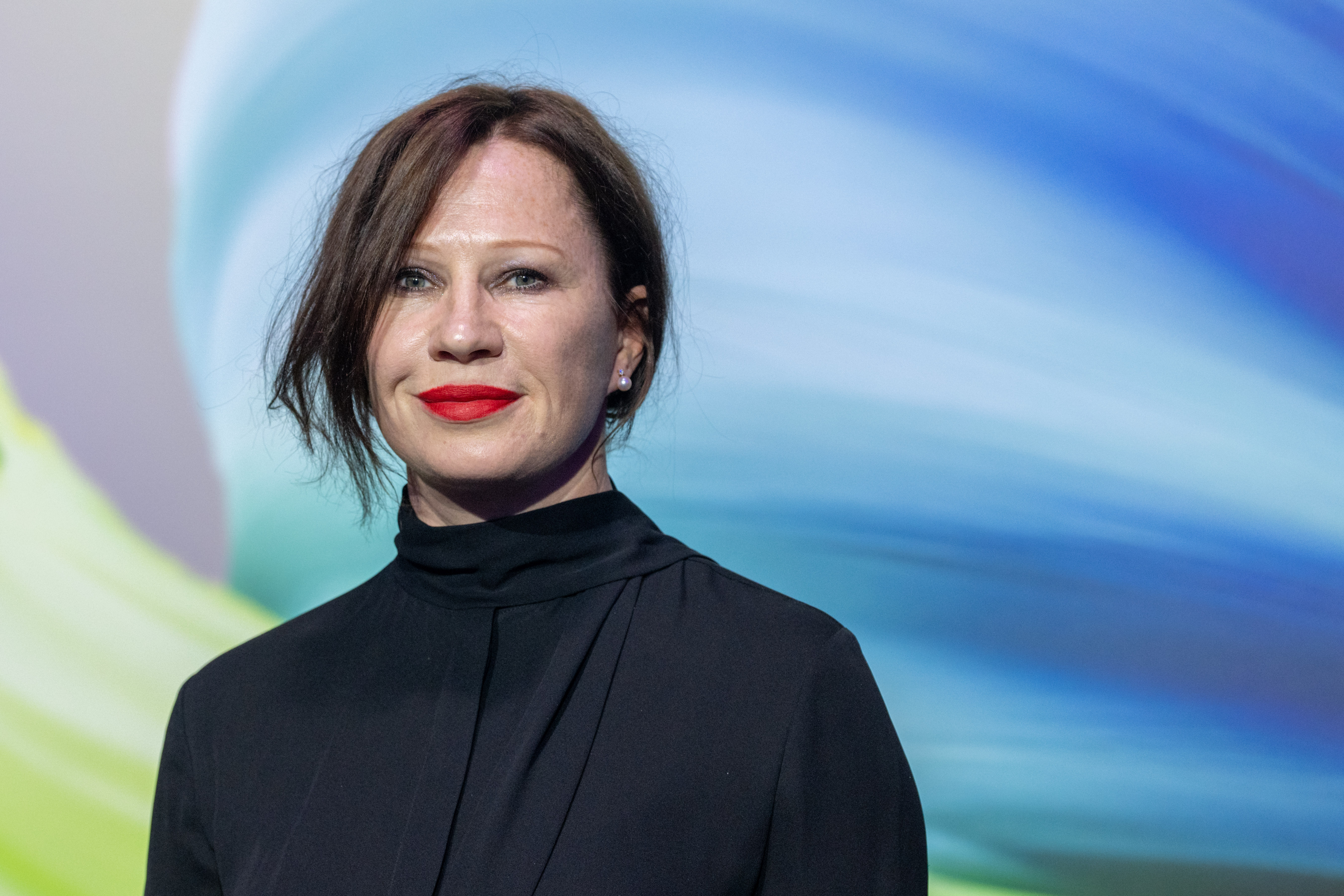
Birgit Minichmayr

- Birgit Minichmayr für Mit einem Tiger schlafen
  - Marie-Luise Stockinger für Gina
  - Florentina Holzinger für Mond

### Bester männlicher Darsteller

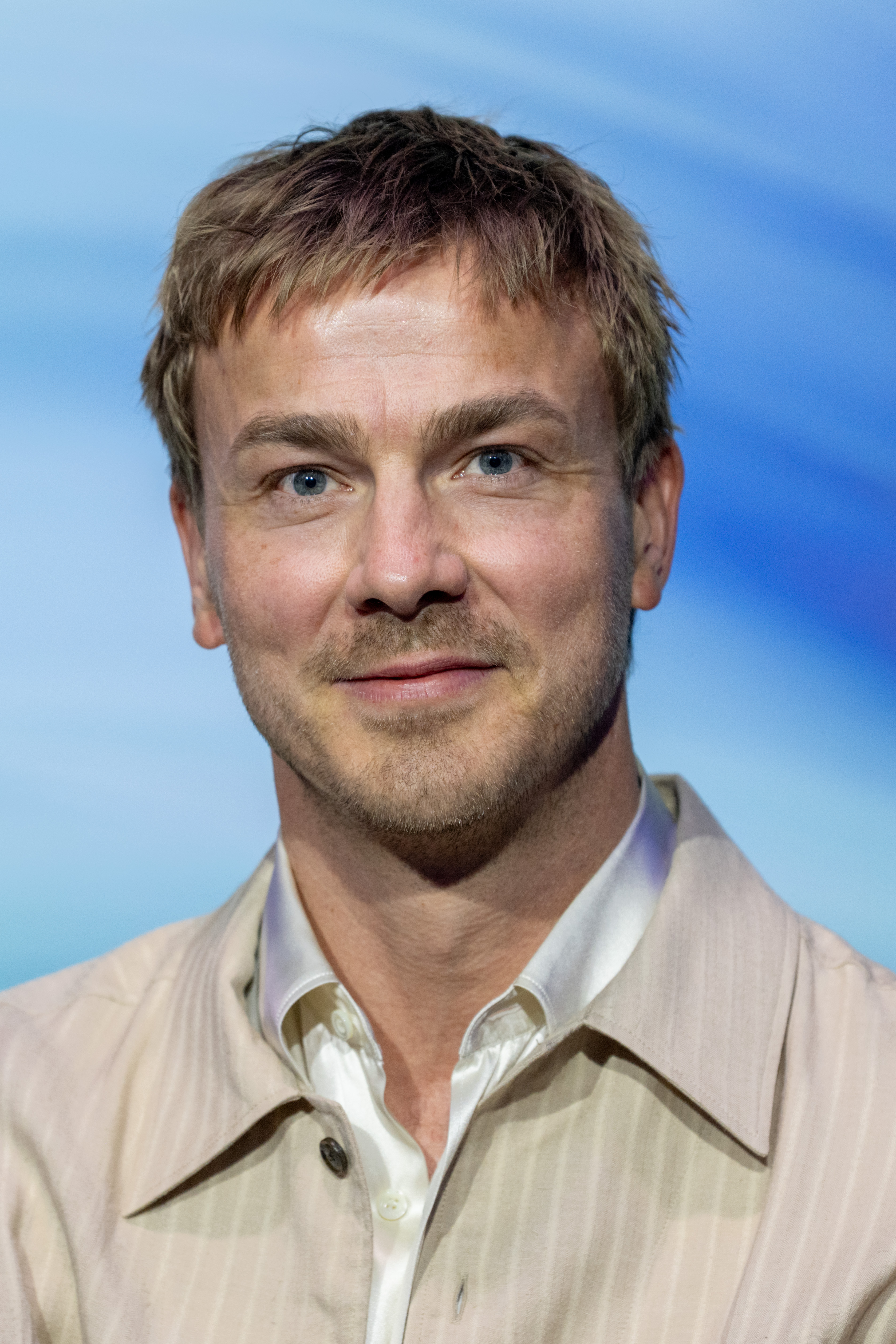
Albrecht Schuch

- Albrecht Schuch für Pfau – Bin ich echt?
  - Josef Hader für Andrea lässt sich scheiden
  - Roland Silbernagl für Elfi

### Beste weibliche Nebenrolle
- Gerti Drassl für Gina
  - Maria Hofstätter für Andrea lässt sich scheiden
  - Andria Tayeh für Mond

### Beste männliche Nebenrolle
- Thomas Schubert für Andrea lässt sich scheiden
  - Branko Samarovski für Andrea lässt sich scheiden
  - Clemens Aap Lindenberg für Im Haus der alten Augustin

### Beste Regie

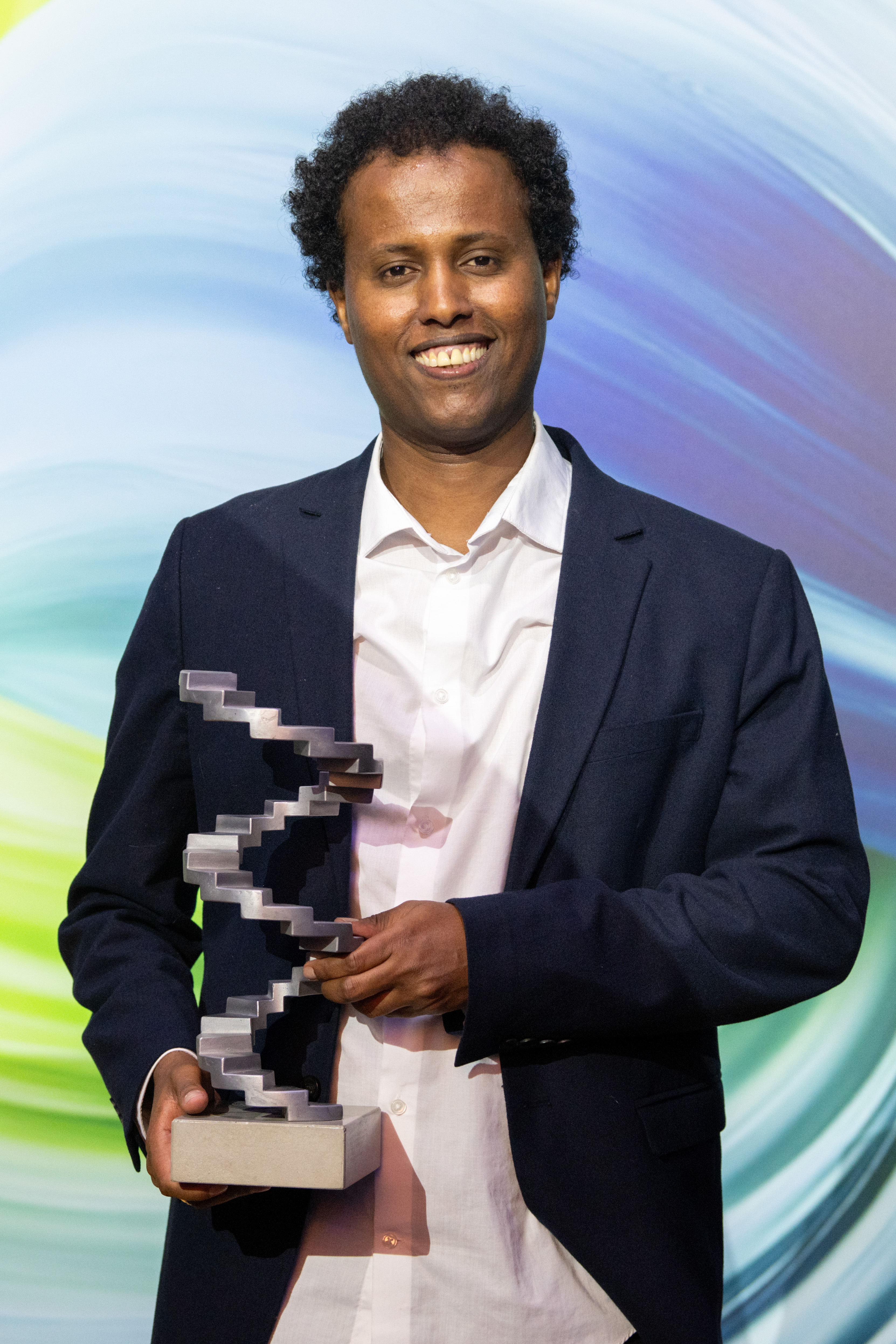
Preisträger Mo Harawe

- Mo Harawe für The Village Next to Paradise
  - Anja Salomonowitz für Mit einem Tiger schlafen
  - Kurdwin Ayub für Mond

### Bestes Drehbuch
- Mo Harawe für The Village Next to Paradise
  - Josef Hader und Florian Kloibhofer für Andrea lässt sich scheiden
  - Anja Salomonowitz für Mit einem Tiger schlafen
  - Kurdwin Ayub für Mond

### Beste Kamera
- Mostafa El Kashef für The Village Next to Paradise
  - Klemens Hufnagl für Mond
  - Albin Wildner für Pfau – Bin ich echt?
  - Judith Benedikt für Ned, Tassot, Yossot

### Bestes Kostümbild
- Anaïs Horn und Marcus Karkhof für Veni Vidi Vici
  - Tanja Hausner für Die Herrlichkeit des Lebens
  - Monika Buttinger für Ein Mädchen namens Willow

### Beste Maske
- Sam Dopona und Verena Eichtinger für Mit einem Tiger schlafen
  - Martha Ruess für Die Herrlichkeit des Lebens
  - Birgit Beranek für Gina

### Beste Musik
- Bernhard Fleischmann für Mit einem Tiger schlafen
  - Matteo Haitzmann und Ali N. Askin für Aeon Oz
  - Benedikt Palier für Bluish
  - Lukas Lauermann für Pfau – Bin ich echt?

### Bester Schnitt
- Andrea Wagner für  Dear Beautiful Beloved
  - Roland Stöttinger für Mond
  - Dieter Pichler für  Favoriten
  - Michael Palm für Henry Fonda for President

### Bestes Szenenbild
- Martin Reiter und Andreas Ertl für Mit einem Tiger schlafen
  - Katharina Wöppermann für Die Herrlichkeit des Lebens
  - Johannes Salat für Veni Vidi Vici

### Beste Tongestaltung
- Originalton: Hjalti Bager-Jonathansson, Johannes Baumann, Sounddesign: Veronika Hlawatsch, Mischung: Tobias Fleig für Mit einem Tiger schlafen
  - Originalton: Johannes Baumann, Sounddesign: Manuel Grandpierre, Manuel Meichsner, Mischung: Manuel Grandpierre für Andrea lässt sich scheiden
  - Originalton: Oleh Holovoshkin, Andrii Rogachov, Mariia Nesterenko, Andrii Nidzelskiy, Sounddesign: Mariia Nesterenko, Andrii Rogachov, Mischung: Manuel Meichsner für Dear Beautiful Beloved
  - Originalton: Sergey Martynyuk, Lenka Mikulová, Sounddesign: Nora Czamler, Manuel Meichsner, Mischung: Alexander Koller für Stillstand

### Bestes Casting
- Mohamed Mohamud Jama für The Village Next to Paradise
  - Lisa Oláh für Mit einem Tiger schlafen
  - Ulrike Putzer für Mond

### Publikumsstärkster Kinofilm
- 80 Plus – Regie Sabine Hiebler, Gerhard Ertl, Produktion Ulrich Gehmacher, Gerald Podgornig, Thomas Hroch, Verleih Filmladen